# Xã Otter Tail, Quận Otter Tail, Minnesota
Xã Otter Tail (tiếng Anh: Otter Tail Township) là một xã thuộc quận Otter Tail, tiểu bang Minnesota, Hoa Kỳ. Năm 2010, dân số của xã này là 491 người.